# Tadeusz Przychodzień
Tadeusz Przychodzień (ur. 31 marca 1930, zm. 8 listopada 2020 w Warszawie) – polski inżynier, pułkownik dyplomowany, profesor doktor habilitowany inżynier.

## Życiorys

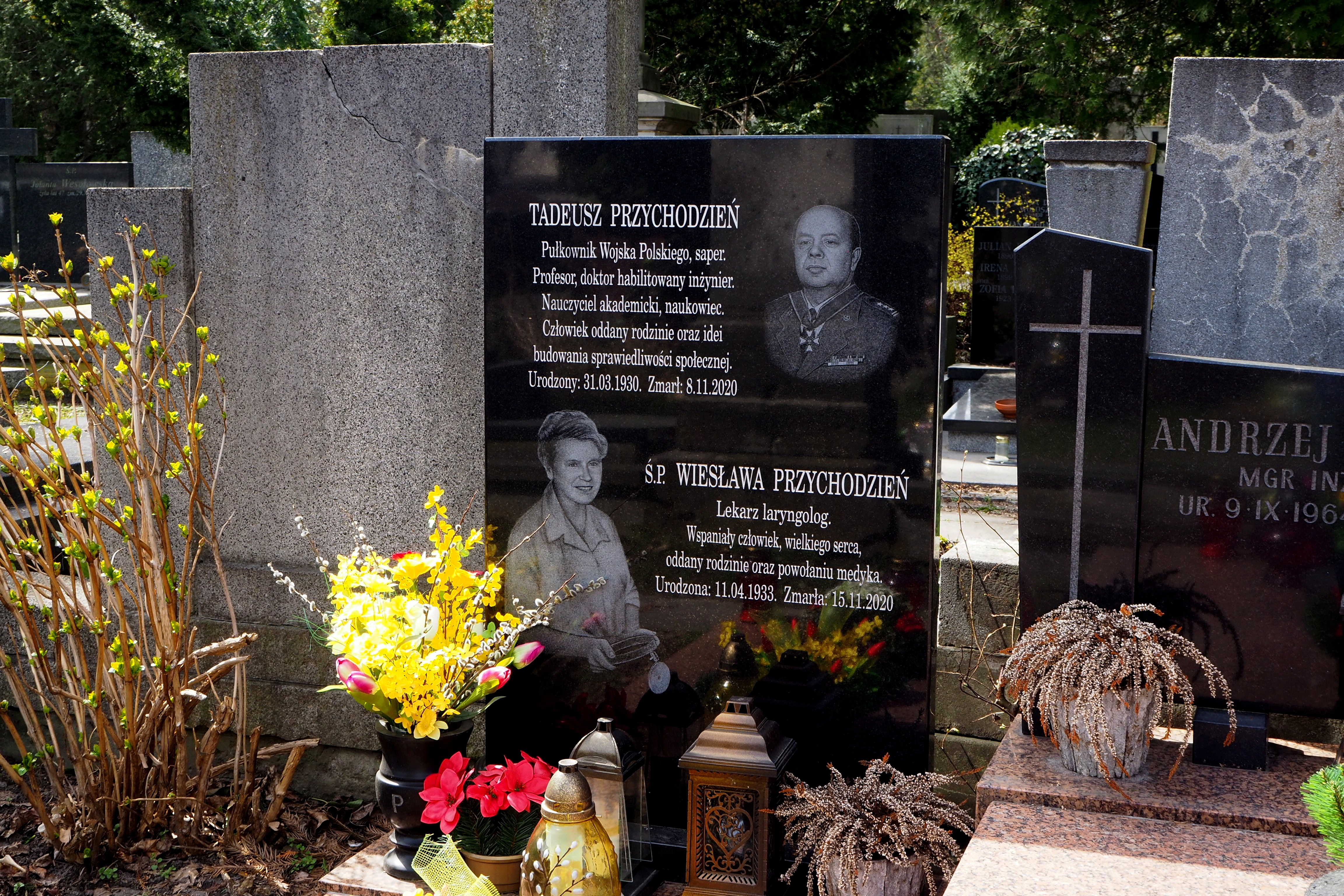
Grób płk Tadeusza Przychodzenia na cmentarzu ewangelicko-augsburskim przy ul. Młynarskiej w Warszawie

W 1953 uzyskał tytuł inżyniera na Politechnice Warszawskiej i rozpoczął pracę w Wojskowej Akademii Technicznej (WAT) jako inżynier w Pracowni Pomp w Katedrze Uzbrojenia Inżynieryjnego. W 1955 został kierownikiem Laboratorium Maszyn Inżynieryjnych, rok później uzyskał tytuł magistra inżyniera mechanika. W 1964 decyzją Rady Wydziału Inżynierii Lądowej Politechniki Warszawskiej uzyskał stopień doktora nauk technicznych, w 1976 objął kierownictwo Instytutu Maszyn Roboczych WAT. Rok później Rada Wydziału Mechanicznego WAT nadała mu stopień doktora habilitowanego, w 1981 został komendantem-dziekanem Wydziału Mechanicznego WAT i pełnił tę funkcję do 1993. W 1984 został profesorem nauk technicznych, równolegle prowadził działalność naukowo-badawczą i zajęcia dydaktyczne. Tadeusz Przychodzień prowadził badania nad maszynami do prac ziemnych, procesami zamarzania gruntów oraz kruszyw, właściwościami fizycznymi i mechanicznymi zamarzniętych gruntów oraz kruszyw, a także metodami ich urabiania. Prowadził prace badawcze i wdrożeniowe w zakresie rozwoju maszyn służących do urabiania zamarzniętych gruntów i kruszyw. Efektem badań były prace z mechaniki współpracy układów jezdnych roboczych, gąsienicowych z zamarzniętymi podłożami jezdnymi, gruntem, lodem i śniegiem. Badał również modernizację maszyn roboczych pracujących w niskich temperaturach, w tym hydraulicznych układów napędowych i ich sterowania. Dorobek publikacyjny obejmuje ponad 200 pozycji, w tym 70 to prace samodzielne, dwie monografie i współautor jednej. Był autorem 3 patentów i współautorem 2. Opracował metodę mechanicznego krojenia zamarzniętych gruntów zrywarkami ze specjalnymi nożami.
Pochowany na cmentarzu ewangelicko-augsburskim w Warszawie.

## Odznaczenia
- Krzyż Kawalerski Orderu Odrodzenia Polski;
- Krzyż Komandorski Orderu Odrodzenia Polski;
- Złoty Krzyż Zasługi;
- Medal Komisji Edukacji Narodowej.